# Kazimierz Gładysiewicz
Kazimierz Gładysiewicz (ur. 4 marca 1962 w Tarnowie, zm. 11 września 2019) – polski piłkarz występujący na pozycji pomocnika, związany głównie z Motorem Lublin.

## Przebieg kariery
Gładysiewicz był wychowankiem Unii Tarnów, w której występował w rozgrywkach III ligi. W 1984 przeniósł się do pierwszoligowego Motoru Lublin. W barwach tego klubu rozegrał 99 spotkań ligowych, z czego 65 w ekstraklasie, i zdobył 14 bramek. Często zmagał się z urazami – z powodu przewlekłej kontuzji kolana zakończył karierę po zakończeniu rundy jesiennej sezonu 1990/1991, w wieku 28 lat.
Zmarł w wieku 57 lat.

## Statystyki ligowe
| Klub         | Sezon   | Liga    | Liga  | Liga   |
| Klub         | Sezon   | Liga    | Mecze | Bramki |
| ------------ | ------- | ------- | ----- | ------ |
| Motor Lublin | 1984/85 | I liga  | 12    | 0      |
| Motor Lublin | 1985/86 | I liga  | 14    | 4      |
| Motor Lublin | 1986/87 | I liga  | 26    | 3      |
| Motor Lublin | 1987/88 | II liga | 15    | 0      |
| Motor Lublin | 1988/89 | II liga | 19    | 7      |
| Motor Lublin | 1989/90 | I liga  | 8     | 0      |
| Motor Lublin | 1990/91 | I liga  | 5     | 0      |
| Motor Lublin | Ogólnie | Ogólnie | 99    | 14     |